# 李世錫
李世锡，字帝侯，号霞裳，山東胶州人，清朝政治人物、進士出身。

## 生平
順治十八年（1661年），登辛丑科進士，官至嘉鱼县知县。著有《绮存集》。